# Zpěv drozda (sci-fi román)
Zpěv drozda je sci-fi román od Waltera Tevise poprvé publikovaný v roce 1980. Byl nominován na cenu Nebula v kategorii Nejlepší román.

## Zápletka
Protagonistou je děkan z New York University jménem Spofforth, nejvyvinutější android, který žije už po staletí, a proto touží zemřít. Děj románu začíná s jeho neúspěšným pokusem o sebevraždu. Spofforth posléze pozval do New Yorku učitele Paula Bentleyeho z Ohia, jelikož byl posledním  člověkem, který dokázal číst, a díky tomu dekódovat titulky v starobylých němých filmech. Spofforthovi se nelíbila Bentleyeho snaha o předávání své unikátní schopnosti ostatním obyvatelům, protože by tím porušoval podivné společenské ustanovení, přesto  Bentley neodolá a vyučuje Mary Lou, kterou poznal v zoologické zahradě, posléze s ní naváže intimní vztah a oba se vydávají na cestu k gramotnosti. Spofforth na to reaguje posláním Bentleyeho do vězení za zločin čtení a sám si vezme Mary Lou (i když je to proti společenským normám stejně jako čtení). Román poté pokračuje Bentleyeho procesem, uvězněním a nakonec i útěkem a úspěšnou nýbrž strastiplnou cestou zpět za svojí milovanou Mary Lou. Děj vyvrcholí asistovanou sebevraždou Spoffortha.

## Recenze
- Anne McCaffrey komentovala: „Již jsem četla knihy odhalující nebezpečí komputerizace, ale z díla Zpěv drozda mi přímo běhal mráz po zádech."[zdroj?]
- Pat Holt uvedla: „Kniha je blízko kombinaci děl 1984 a Krásný nový svět spolu s filmem Útěk z New Yorku."[1]